# Evansita
L'evansita és un mineral de la classe dels fosfats que rep el seu nom del miner anglès Brooke Evans (1797-1862), qui va portar els primers exemplars d'Hongria en 1855.

## Característiques
L'evansita és un fosfat amb alumini que té una cristal·lització amorfa, formant recobriments botrioides o reniformes. També s'hi pot trobar fent creixements concèntrics, de vegades amb estructura col·loforme; opalí, estalactític i de manera massiva. La seva duresa a l'escala de Mohs oscil·la entre 3,5 i 4, molt propera a la de la fluorita. Té una fractura concoidal i una ratlla blanca.
Segons la classificació de Nickel-Strunz, l'evansita pertany a «08.DF: Fosfats només amb cations de mida mitjana, amb proporció: (OH, etc.):RO₄ > 3:1» juntament amb els següents minerals: hotsonita, bolivarita, liskeardita, rosieresita, rusakovita, liroconita, sieleckiita, calcofil·lita, parnauita i gladiusita.

## Formació i jaciments
Es troba en dipòsits de grafit, en capes de carbó, en gneis grafítica o com a revestiment a les coves, com a fosfat derivat del guano. Sol trobar-se associada a altres minerals com: variscita, al·lòfana o limonita. Als territoris de parla catalana ha estat descrita a la mina Elvira (Gavà, Baix Llobregat), a la pedrera Sansón (Santa Creu d'Olorda, Barcelonès) i a la pedrera del Turó de Montcada (Montcada i Reixac, Vallès Occidental).